# Garcimuñoz
Garcimuñoz o Castillo de Garcimuñoz fue una población de españoles de la provincia de Nueva Cartago y Costa Rica, en territorios hoy pertenecientes a Costa Rica. 
Fue fundada en 1561 por Juan de Cavallón y Arboleda, alcalde mayor de Nueva Cartago y Costa Rica, quien había nacido en 1524 en la población del Castillo de Garcimuñoz, Castilla-La Mancha, España. Se estima que existió solo dos años, hasta que desapareció en 1563.

## Historia
Garcimuñoz fue una de las poblaciones más antiguas fundadas durante la conquista de Costa Rica. Estaba localizada en el sector occidental del Valle Central.
Al analizar el rumbo seguido por el primer conquistador don Juan de Cavallón para internarse en el Valle Central, y considerando la topografía de la región y la predilección de los conquistadores por el tipo de vías que los protegieran de ataques de los nativos, se asume que la ruta seguida fuera la cima de la divisoria de aguas, pasando por la actual ciudad de Santiago de Puriscal, descendiendo hasta el valle de Santa Ana, para fundar ahí la ciudad del Castillo de Garcimuñoz, en 1561, primer poblado establecido por los españoles en el Valle Central. 
Su ubicación exacta ha sido discutida por historiadores y geógrafos, debido a la escasa información documental y material disponible relacionada con su existencia; una de las versiones más aceptadas (como la referida) afirman que se asentó en algún punto del valle de Santa Ana. Sin embargo, las más recientes investigaciones, realizadas por el historiador Carlos Molina Montes de Oca y contenidas en su libro Garcimuñoz, la ciudad que nunca murió, parecen demostrar que estuvo ubicada en el asiento de la actual ciudad de Desamparados, en la provincia de San José. 
Esta población fue residencia de Cavallón y de su sucesor inmediato el teniente de alcalde mayor Juan de Estrada Rávago y Añez, pero tuvo una vida efímera, ya que en 1563, por decisión del nuevo alcalde mayor Juan Vázquez de Coronado, se fundó en el sector oriental del valle la ciudad de Santiago de Cartago, y gran parte de los vecinos de Garcimuñoz trasladaron a ella su residencia.
- Datos: Q5875302